# 450 př. n. l.

## Události
Řím
- Sepsán zákon dvanácti desek

## Hlava státu
- Perská říše – Artaxerxés I. (465 – 424 př. n. l.)
- Egypt – Artaxerxés I. (465 – 424 př. n. l.)
- Sparta – Pleistoanax (458 – 409 př. n. l.) a Archidámos II. (469 – 427 př. n. l.)
- Athény – Antidotus (451 – 450 př. n. l.) » Euthydemus (450 – 449 př. n. l.)
- Makedonie – Alketás II. (454 – 448 př. n. l.)
- Epirus – Admetus (470 – 430 př. n. l.)
- Odryská Thrácie – Teres I. (460 – 445 př. n. l.) a Sparatocos (450 – 431 př. n. l.)
- Římská republika – decemvir Ap. Claudius Crassinus Inregillensis Sabinus, Q. Poetelius Libo Visolus, M. Cornelius Maluginensis, T. Antonius Merenda, M. Sergius Esquilinus, K. Duillius Longus, L. Minucius Esquilinus Augurinus, Sp. Oppius Cornicen, Q. Fabius Vibulanus a M. Rabuleius (450 př. n. l.)
- Kartágo – Hanno II. (480 – 440 př. n. l.)